# Andreas Franz
Andreas Franz (ur. 12 stycznia 1954 w Quedlinburgu, zm. 13 marca 2011) – niemiecki pisarz, autor powieści kryminalnych i detektywistycznych.
Uważany jest za jednego z najlepszych niemieckich autorów tego gatunku. Karierę literacką rozpoczął w 1997 książką Der Finger Gottes, a książka stała się bestsellerem. Jego dorobek obejmuje 19 powieści, ich łączny nakład szacuje się na 5,5 miliona egzemplarzy. Franz zanim został pisarzem, pracował w różnych branżach, m.in. jako perkusista, kierowca ciężarówki, potem jako tłumacz.
Andreas Franz był żonaty od 1974 i miał pięcioro dzieci. Jego ostatnie miejsce zamieszkania to Hattersheim. Pisarz zmarł nieoczekiwanie 13 marca 2011 z powodu niewydolności serca.

## Książki

### seria Julia Durant
Miejsce akcji: Frankfurt nad Menem
1. Rytuał zbrodni (Jung, blond, tot, 1996)
2. Ósma ofiara (Das achte Opfer, 1999)
3. Śmiertelna dawka (Letale Dosis, 2000)
4. Myśliwy (Der Jäger, 2001)
5. Syndykat pająka (Das Syndikat der Spinne, 2002)
6. Z zimną krwią (Kaltes Blut, 2003)
7. Schron (Das Verlies, 2004)
8. Diabelskie obietnice (Teuflische Versprechen, 2005)
9. Tödliches Lachen, 2006
10. Das Todeskreuz, 2007 (Julia ermittelt erstmals zusammen mit Peter Brandt)
11. Mörderische Tage, 2009
12. Todesmelodie, angekündigt für Oktober 2011 (wird nach Auskunft des Verlages Droemer Knaur nicht mehr erscheinen)

### seria Peter Brandt
Miejsce akcji: Offenbach
1. Tod eines Lehrers, 2004 (auch unter dem Titel Der Teufelspakt, Weltbild-Verlag)
2. Mord auf Raten, 2005
3. Schrei der Nachtigall, Droemer Knaur, München 2006
4. Das Todeskreuz, 2007 (Peter ermittelt erstmals zusammen mit Julia Durant)
5. Teufelsleib, Droemer Knaur, München 2010

### Kieler Reihe, Sören Henning i Lisa Santos
Miejsce akcji: Kilonia
1. Ślady, których nie było (Unsichtbare Spuren, 2006)
2. Spiel der Teufel, 2008
3. Lodowata bliskość (Eisige Nähe, 2010)

### Inne książki
1. Der Finger Gottes, Roman, 1997
2. Die Bankerin, Roman, 1998
3. Grundkurs Graphologie, Ludwig, München 2000

## Polscy wydawcy
W Polsce książki wydaje wydawnictwo Świat Książki (seria z Julią Durant) i wydawnictwo Buchmann w serii „Fabryka Kryminału”.